# Château de Féternes
Le château de Féternes dit aussi Châteauvieux est un ancien château fort du XIIe siècle, dont les vestiges se dressent sur la commune de Féternes, dans le département de la Haute-Savoie en région Auvergne-Rhône-Alpes.
Ce château comtal doit être distingué de l'autre château situé à Féternes et dit maison forte de Compey-Lucinge.

## Situation
Les vestiges du château de Féternes sont situés dans le département français de la Haute-Savoie sur la commune de Féternes, à l'extrémité occidentale d'un éperon rocheux naturellement bien défendu. Dominant les gorges de la Dranse, il surveillait l'accès au Val d'Abondance et au Pas de Morgins.

## Historique
Féternes était le centre d'un mandement correspondant de manière anachronique à l'actuelle communauté de communes du pays d'Évian. Un châtelain est mentionné pour la première fois en 1203, à l'occasion d'une décision en faveur de l'abbé d'Abondance, ce qui fait d'elle une des deux plus vieilles du bassin lémanique avec celle d'Allinges-Neuf. Le pouvoir se déplacera au début du XIVe siècle à Évian.
Une famille de Féterne est citée depuis 1088 et tient l'avouerie de l'abbaye d'Abondance.
Le premier membre connu est Guy de Féternes qui participe à la refondation de l'abbaye d'Abondance en 1108. Il cède un grand territoire constitué du Val d'Abondance.
Le château est mentionné dans les textes pour la première fois en 1193 sous le terme de castellum.
Au début du XIIIe siècle, le château est entre les mains des comtes de Savoie qui le tiennent en fief des évêques de Genève. Pierre de Compey ou de la famille  Compois de Féterne), est mentionné comme châtelain du château de Féternes en 1203 pour les comtes de Savoie. Les Compey sont les héritiers des Féterne, ils deviennent ainsi châtelains pour le comte de Savoie, à partir de cette date.
En décembre 1249, le château est cédé par Amédée IV de Savoie à son frère Pierre II de Savoie. Ce dernier le lègue à son épouse Agnès de Faucigny dans son testament de 1264. En 1271-1272, la tour fait l'objet de travaux, mais est progressivement abandonné. Il ne figure pas sur la Mappe sarde.

## Description
Le château de Féternes se présente sous la forme de plusieurs enceintes qui enchemisent un donjon quadrangulaire de 9,50 × 18 mètres de côté.

## Châtellenie de Féternes

### Organisation
Le château de Féternes est le centre d'une châtellenie, ou mandement (mandamentum Festerne). La première mention d'un châtelain remonte à l'année 1203. Lorsque le comte Pierre II de Savoie réorganise le comté, il fait construire entre autres un château à Évian en 1265, dans lequel réside un châtelain à qui échoit également le mandement de Féternes.
La châtellenie de Féternes recouvre la « partie orientale du Chablais savoyard », c'est-à-dire la « région entre la Dranse, le lac et Saint-Gingolph, en y comprenant les seigneuries des Blonay qui, cependant, avaient des alleus indépendants ».
Les comptes de châtellenie d’Évian et de Féternes sont jusqu'en 1278 mêlées, à cette date la main mise du comte de Savoie sur ces terres semblent complète et dès lors les comptes sont séparés. 

### Les châtelains
Dans le comté de Savoie, le châtelain est un « [officier], nommé pour une durée définie, révocable et amovible »,. Il est chargé de la gestion de la châtellenie ou mandement, il perçoit les revenus fiscaux du domaine, et il s'occupe de l'entretien du château. Le châtelain est parfois aidé par un receveur des comptes, qui rédige « au net [...] le rapport annuellement rendu par le châtelain ou son lieutenant ».